# Kato Toshikazu (1981)
Toshikazu Kato (sinh ngày 28 tháng 5 năm 1981) là một cầu thủ bóng đá người Nhật Bản.

## Sự nghiệp câu lạc bộ
Toshikazu Kato đã từng chơi cho Avispa Fukuoka, Thespa Kusatsu, Mitsubishi Mizushima và V-Varen Nagasaki.